# Rajongemeinde Utena
Die Rajongemeinde Utena (Utenos rajono savivaldybė) ist eine Rajongemeinde  im Nordosten von Litauen, und der Rajongemeinde Utena im Bezirk Utena. Die Gemeinde hat 48.000 Einwohner.

## Siedlungen

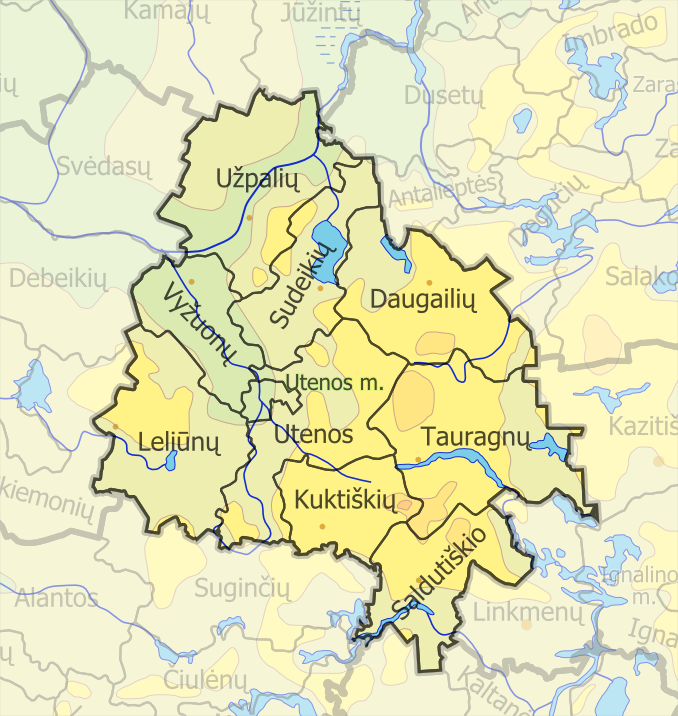
Amtsbezirke der Rajongemeinde Utena

Die Rajongemeinde  umfasst:
- die Stadt Utena – 33.860/31.940

- 8 Städtchen (miesteliai):
  - Daugailiai
  - Kuktiškės – 485
  - Leliūnai – 483
  - Saldutiškis – 389
  - Sudeikiai – 407
  - Tauragnai – 602
  - Užpaliai – 877
  - Vyžuonos – 581

- 592 Dörfer, darunter:
  - Antalgė – 564
  - Atkočiškės – 393

## Amtsbezirke
Die Rajongemeinde ist eingeteilt in 10 Ämter (seniūnijos):
- Daugailiai
- Kuktiškės
- Leliūnai
- Saldutiškis
- Sudeikiai
- Tauragnai
- Utena
- Užpaliai
- Vyžuonos

## Bürgermeister
- 1995: Rimantas Dijokas (* 1956)
- 1997, 2000: Edmundas Pupinis (* 1964)
- 2001: Jonas Burokas (* 1943)
- 2003: Alvydas Katinas (* 1960), LSDP
- Seit 2023: Marijus Kaukėnas (* 1979)